# ابوعبدالله محمد بن عبدالله
ابوعبدالله کنیه‌ای است و محمد بن عبدالله نسبی است در زبان عربی؛ و این شیوه نسب‌نامه‌نویسی برای افراد زیر کاربرد دارد:
- ابن عبدالحکم
- زرکشی
- شریف ادریسی
- ابوعبدالله جنیدی
- لسان الدین خطیب
- ابن بطوطه
- ابوعبدالله حاکم نیشابوری
- مهدی (خلیفه)